# Киви (птица)
Вижте пояснителната страница за други значения на Киви.
Киви (Apteryx) е единственият род от семейство Безкрили (Apterygidae) на разред Кивиподобни (Apterygiformes). Разпространен само на територията на Нова Зеландия, родът включва пет ендемични вида, всички застрашени от изчезване.
Киви е уникална птица, една от най-древните в света. Тя еволюира в среда без бозайници, но е развила някои характерни за тях белези. Телесната ѝ температура например е 38 °C – с 2 до 4 °C по-ниска от температурата на повечето птици, но в рамките на нормалното за много бозайници. Киви е единствената птица в света, която няма опашка. В хода на еволюцията е загубила своите крила и способността си да лети. Адаптирана е към наземен начин на живот, като се активизира предимно нощем. Има най-закърнялото зрение сред птиците, но е развила изключително силно обоняние. Нетипично за останалите пернати, ноздрите на киви са разположени не в основата, а близо до върха на клюна.
За разлика от повечето птици, при женското киви функционира не само левият, но и десният яйчник. В сравнение с размера на тялото, киви има и най-голямото яйце в птичия клас. То е шест пъти по-голямо от кокошото яйце, а теглото му съставлява 1/4 от теглото на възрастната птица. Яйцето има най-голям процент жълтък в сравнение с яйцата на всички съвременни птици. За да се излюпи малкото пиленце, инкубирането му отнема най-много време – три месеца.
Киви е национален символ на Нова Зеландия. Името е широко разпространено и се използва за именуване на различни стоки и предмети, включително на плода киви. Терминът „киви“ е етноним за населението на Нова Зеландия.

## Етимология
Родът киви е описан за пръв път през 1813 г. от английския ботаник и зоолог Джордж Шоу. Наименованието което той му дава – Apteryx означава „без крило“ и има старогръцки произход (α – без или не, πτέρυξ – крило). Самата дума „киви“ (на английски: kiwi, с произношение: ˈkiːwiː) идва от името на птицата в езика на маорите: kiwi. Тя има полинезийски корен, отнасящ се до вид прелетен скорец (Numenius tahitiensis), летуващ сред тропическите острови на Полинезия. Първите заселници на Нова Зеландия повторно използват тази дума за местните кафяви птици. Думата съдържа ономатопоетичните елементи „ki'“ и „wi“, с който маорите имитират песента на птицата. Някои видове киви имат конкретни имена на маорски: малкото петнисто киви (Apteryx owenii) е известно като „пукупуку“ (pukupuku), голямото петнисто киви (Apteryx haastii) е „ророа“ (roroa) или „роа“ (roa), „рови“ (Apteryx rowi) вече е приетото наименование на кафявото киви от Окарито, а „токоека“ (tokoeka) е официалното наименование за кафявото киви (Apteryx australis) от областта Фиордланд и остров Стюарт.

## Произход
Дълго време учените приемат, че най-близък родственик на киви е друг новозеландски вид безкрила птица – изчезналата гигантска моа. По последни данни получени при анализ на ДНК, британските учени към Оксфордския университет установяват, че генетично по-близко до киви стоят емуто и казуарът, а по-далече се намират моата, щраусът и нандуто. Генетичното сходство с австралийските птици от разред Щраусоподобни води до извода, че предците на съвременното киви са дошли от континента Австралия много по-късно от птицата моа, преди около 60 милиона години.
По какъв начин киви е достигнало днешното си местообитание остава загадка. Най-ранните датирани фосили са на 1 млн. години и не могат да разкажат цялата история на птицата. Учените са единодушни, че киви се е развило извън Нова Зеландия (след отделянето ѝ от Гондвана) и е мигрирало на островите по-късно, преди около 60 милиона години. За самата миграция съществуват три различни хипотези:
- Теория на древния прародител: Според нея предшественикът на киви вече населява Нова Зеландия, когато тя се отделя от Антарктида и Австралия. Това предполага също така, че киви се е развило по едно и също време с динозаврите.
- Теория на геологията: От геологична гледна точка Нова Зеландия е динамично място. Островите ѝ се издигат и потъват в морските води при движение на тектоничните плочи. През последните 50 милиона години между Нова Каледония и Северния остров изникват серия от вече несъществуващи острови, които може да са послужили на киви като временен път на миграция.
- Теория на летящото киви: Тази теория приема, че киви е долетяло до Нова Зеландия, след което е еволюирало в нелетяща птица. Счита се, че птиците от разред Щраусоподобни и разред Тинамуподобни са имали общ летящ предшественик. Днес само тинамуподобните от Южна Америка могат да летят, при това не много добре. Все пак тази теория има недостатък – предците на киви са били много по-едри от съвременните. Доказателство за това е голямото яйце, което хипотетично би следвало да принадлежи на птица два или три пъти по-едра и по-близка по размер до казуара. Птица с такова тегло не би могла да прелети над Тасманово море.

## Местообитание и разпространение

### Местообитание
Островите на Нова Зеландия са изолирани от континенталната суша в продължение на около 80 милиона години. Това, наред с липсата на сухоземни бозайници, е предпоставка за развитието на необичайно биоразнообразие, в голямата си част включващо ендемитни видове. Птиците са се адаптирали и са заели ниши, които навсякъде по света са заети от бозайници. Една от тези птици е киви.

### Разпространение
В периода преди пристигането на хората и съпровождащите ги хищни и домашни животни, киви населявали влажните вечнозелени гори на Северния и Южния остров, остров Стюарт, както и редица по-малки островчета, разположени край бреговете на Нова Зеландия. Агресивното поведение на хората и привнесените от тях видове принудили киви да се приспособят към различни местообитания. Понастоящем се срещат в откъслечни горски масиви, пасища, шубраци и планини с надморска височина до 1200 метра. Подходящият за тях ареал е с висока влажност и богата на хумус почва.
Днес всички представители на рода в по-малка или по-голяма степен са застрашени от изчезване. Разработват са програми за опазването и отглеждането им.

## Физически белези

### Размери
Киви е най-малкият представител на разред Щраусоподобни и е най-дребната безкрила птица в света. Дължината на тялото при различните видове варира между 25 и 65 cm, с височина около 35 cm (до 45 cm при голямо петнисто киви). Обичайно теглото на възрастната птица достига 3 kg, при минимум 1 kg и максимум 9 kg.

### Оперение
Власинките в перата при повечето летящи и водоплаващи птици са свързани по между си с куки или контри. Те са захванати заедно в една комплексна структура, която създава подходящи за птицата условия да плува или да лети без да разходва излишно енергия. Тъй като киви не може да лети, перата са развили нова и уникална текстура, която съответства на наземния ѝ начин на живот. Перата са сиви или сиво-кафяви на цвят, меки, топли и рошави, подобни са на дебела вата или вълна, висят свободно от тялото и са много по-пухкави. В цветово отношение окраската на киви е камуфлажна и дава възможност на птицата да изчезне безследно в тъмнината. Този защитен механизъм е еволюирал в миналото, когато киви се е криела от вече изчезналия орел на Хааст. В зависимост от средата, която обитава и в съответствие със специфичните ѝ нужди, цветовете и шарките при киви са видимо различни. Именно по цвета на оперението хората първоначално разграничават отделните видове. Например, видът кафяво киви има кафяви пера, а перата при вида малко пъстро киви са изпъстрени с тъмни петънца.

### Структура на тялото
Киви е единствената птица в света без опашка. Тялото има крушовидна форма, главата е неголяма, прикрепена към масивен врат. Гръдната кост е малка по размер, килът на костта е закърнял, слабо развит е гръдният мускул. Очите са малки – до 8 mm в диаметър, като птицата притежава най-лошото зрение сред представителите на своя клас.
Киви има дълъг, тънък и чувствителен клюн, който у мъжкия достига дължина 95 – 105 mm, а у женската – 110 – 120 mm Клюнът прилича на пинцета и е много сходен с този на горския бекас. Обичайно дължината му е равна на 1/3 от тялото на птицата. Езикът е рудиментирал. Няма друга позната съвременна птица, на която ноздрите да се намират на върха на клюна, а не в неговата основа. Самите ноздри са видимо изпъкнали. В основата на клюна се намират развити осезателни вибриси (подобни на мустаците на котките), съставени от космовидни видоизменени перца. На върха му са разположени сензорни ямки, които позволяват на киви да усети движението на своята жертва под земята, посредством вибрациите, които тя създава. След кондора киви има най-развитото обоняние сред птиците.
В рода се наблюдава характерно изразен полов диморфизъм, като женските са средно с 10 – 20% по-тежки от мъжките и имат до 30% по-голям клюн. Докато при всички останали птици се развива единствено левият яйчник, при женското киви функционират и двата яйчника., като овулацията настъпва последователно във всеки яйчник.

### Придвижване
Киви не може да лети. Закърнелите ѝ крила достигат едва 5 cm дължина, завършват с малък нокът и остават напълно скрити под дългите космовидни пера на птицата. Въпреки че на практика не ги използва, тя е съхранила инстинкт при почивка да прибира клюн под крилото си.
За разлика от летящите птици, чиито кости са кухи, тези на киви са плътни и тежки. С изгубване на летателната способност е отпаднала необходимостта от леки кости. За сметка на това са се развили къси, здрави и силни крака, съставляващи около една трета от общата телесна маса на птицата. Вместо с въздух, костите ѝ са изпълнени с костен мозък.
Киви има четири пръста, три обърнати напред и един с много по-малък размер – назад. Отдолу стъпалото има меки кожести възглавнички, които помагат на птицата да се движи безшумно. Пръстите завършват с остри нокти. Бяга бързо, като е способна да надбяга и човек.

## Начин на живот
Киви принадлежи към много древна група птици. Със своя външен вид и поведение тя е толкова различна от другите пернати, че зоологът д-р Уилям Калдер я нарича „почетен бозайник“. Еволюирала в среда без сухоземни бозайници (с изключение на три вида прилепи), птицата е заела ниша сходна с тази на млекопитаещите от други части на света, като например язовци и таралежи. Въпреки че е нощно животно, при съвременни наблюдения над киви населяващи защитените територии на остров Стюарт се забелязва активност и в светлите часове на деня. Денем птицата се крие в изкопани дупки, в хралупи или под корените на дърветата. При голямото петнисто киви дупките представляват истински лабиринт с много изходи, докато при останалите видове те са опростени, с един изход. На своята територия птицата може да има до 50 убежища, (при голямото петнисто киви до 100), които сменя периодично. Израсналите треви и мъхове скриват широкия 15 cm вход, но ако прецени, че това не е достатъчно, киви поставя допълнително листа и клонки. След входа следва дълъг около 2 m тунел, който води до достатъчно голяма за нуждите на обитателя си кухина.
Птицата киви спи изправена. Подобно на другите пернати и тя държи главата си обърната назад, долепена успоредно до тялото и покрита с крило. В тази си поза представлява интересна гледка. За разлика от роднините си с големи крила и малки човки, киви покрива 20-сантиметровия си клюн с малко атрофирало 5 cm крилце.
Нормалната телесна температура при киви е 38 °C, което е с два до четири градуса по-ниска от тази на други птици и е по-близка до температурата на тялото при бозайниците.
Към момента не е определена точната продължителност на живот при киви. Най-вероятно е до 30 години в плен и до 40 години в дивата природа. Според други източници тя достига до 50 – 60 години.

## Хранене
Киви е всеядна птица. Подобно на останалите птици нейната воденичка обикновено съдържа песъчинки и малки камъчета, които умишлено поглъща, за да подпомогне храносмилането си. Понеже различните видове живеят в разнообразни местообитания (от планинските склонове до екзотичните борови гори), е трудно да се определи типичната за киви диета. В по-голямата си част храната на птицата е съставена от безгръбначни животни, като
ларви и възрастни бръмбари, нимфи на цикади, щурци, ларви на мухи, паяци, гъсеници и охлюви. Любимото ѝ лакомство е земният червей, който на дължина може да достигне повече от 0,5 метра. За щастие на кивито Нова Зеландия е богата на червеи. На островите живеят 178 местни и 14 привнесени вида. За да ги открие, птицата често обхожда блатистите терени на ареала си. Почуквайки с клюн, тя ги надушва скрити в почвата. Дългите пръсти на краката не ѝ позволяват да затъне във влажната земя.
Освен с малки безгръбначни, птицата се храни и с растения. В менюто ѝ влизат семена, плодове и листа на ендемични новозенладнски дървета от вида Podocarpus totara, Elaeocarpus dentatus, Prumnopitys ferruginea, както и представители на храстовидния род Coprosma и растенията от рода Hebe.
Необичайно за представителите на рода, северното кафяво киви консумира дървесни гъби, жаби и сладководни раци от вида Paranephrops.
Киви рядко пие вода. Обичайно птицата получава цялото нужно количество течности от храната. Например любимите ѝ сочни земни червеи са съставени от 85% вода. Наред с това, като нощно животно киви не се нагрява и не се налага да отделя излишно количество вода от тялото си под действието на слънцето. По тази причина може да живее на сухи места, като новозеландския остров Капити. В редките случаи когато пие вода, киви наподобява поведението на пиещия гълъб – потапя клюн, вдига глава и поглъща течността с тихи бълбукащи звуци.

## Социално поведение

### Партньорство
Киви e моногамна птица. Брачната двойка се сформира за дълъг период от време, понякога и за цял живот. Необичайното при киви от остров Стюарт е, че птиците не сформират брачни двойки, а малки стабилни групи. Наблюдаван е случай на полигамно семейство, съставено от един мъжки и две женски, които останали заедно в продължение на 15 години. Случва се младите птици да останат със своите родители, образувайки големи семейства и дори да помагат при мътенето. При всички останали видове поединично живеят само младите индивиди и тези, които са загубили своя другар. Традиционно установените партньорски роли при птиците тук са разменени – женското киви е по-голямо и доминира над мъжкото. Това явление се среща изключително рядко.

### Териториалност
Киви е изключително териториална птица. Преди да пристъпи към привличане на женската, мъжкият трябва първо да установи своя собствена територия. Обичайно площта ѝ варира от 2 до 100 ha, в зависимост от вида киви и местоположението ѝ. Рови и кафявото киви от Хааст имат най-големите участъци – до 100 ha на двойка. Размерът на територията на кафявото киви от остров Стюарт варира в зависимост от наличието на храна. В по-бедните на хранителни ресурси пясъчни дюни семейната група заема площ от 50 ha, а в хранително по-богатите на туфа пасища на залива Мейсън – само на 5 da.
Потайна и плаха през деня, през нощта киви става агресивна. Брачната двойка, особено мъжкият, яростно защитава от конкуренти своя участък за гнездене (рови). При сблъсък птиците използват силните си крака и клюн, а ожесточената борба помежду им, макар и рядко, може да завърши със смърт за опонента. Все пак тези сблъсъци не са обичайни. Обикновено участъкът сменя своя собственик след естествената смърт на мъжкия. Денем киви напуска убежището си само в случай на опасност, а нощем обхожда територията си по строго определен маршрут. Ориентира се чрез острото си обоняние и осезание. Това се дължи както на разположението на ноздрите на върха на клюна, така и на добре развитите обонятелни дялове на главния мозък.

### Комуникация
Границите на участъка си киви бележи с пискливи звуци, които през нощта могат да бъдат чути на километри. За да ги произведе, птицата опъва врат и вдига клюна си нагоре. Повикът на мъжкия се чува по-често и се състои от повтарящи се пискливи от 8 до 25 тона. Той е с различна дължина на звука и е отличим от този на женската.чуй тук мъжко северно кафяво киви Повикът на женската е съставен от повтарящи се между 10 до 20 гърлени звука.чуй тук женско северно кафяво киви Най-доброто време да се чуе киви е в безлунна нощ, до два часа след залеза и точно преди зазоряване.чуй тук Архив на оригинала от 2011-10-09 в Wayback Machine. малко петнисто киви
Призивът на киви лесно може да бъде объркан с този на други нощни животни. Най-често той се припознава с повика на уека, посума Trichosurus vulpecula и совата от вида Ninox novaeseelandiae.

## Размножаване

### Размножителен период
Размножителният период при киви продължава от края на зимата до началото на лятото, когато храната е най-изобилна. Изключение от правилото е северно кафяво киви, което снася по едно яйце всеки месец.
Наред с всичко останало, киви има и необичаен ритуал на ухажване. При липсата на пъстри пера или красива песен, за да привлече своята половинка мъжкият е разработил стратегия на постоянството. След като си хареса партньорка, той сумтейки тръгва след нея, следвайки я продължително. Ако ѝ досади, тя може да избяга или използвайки по-голямата си тежест и размер да го прогони. В случай че се заинтересува, двойката ще се чифтоса три или повече пъти през нощта, по време на пика на активност. Самото чифтосване е свързано с пълно сътрудничество от страна на женската, а за мъжкия представлява истинско предизвикателство. Той трябва да балансира върху гърба на по-голямата от него женска и то без крила и без опашка.

### Гнездене
С подготовката на гнездото се заема мъжкия. Той избира участък под насип или с наклон и използва своите силни крака и остри нокти да изкопае дупка в земята. Понякога приспособява вече съществуващо гнездо или подходяща дървесна хралупа. Мъжкият събира мъх, треви и меки листа, с които постила гнездото. То се подготвя до два месеца преди полагане на първото яйце. Когато е вътре, кивито често покрива с листа и пръчки входа на дупката, от една страна за да я прикрие, а от друга – за да запази топлината и влагата вътре в нея.

### Снасяне на яйцето
В периода след оплождането женската птица поема три пъти повече над обичайното количество храна. 2 – 3 дни преди снасянето тя спира да се храни, защото яйцето вече е заело твърде много място. Коремът ѝ е нараснал значително и дори се допира до земята. Самото яйце е толкова огромно, че изтласква вътрешните органи към белия дроб, с което затруднява дишането ѝ.виж тук Три седмици след оплождането тя снася едно гладко, с бежов или светлозелен цвят яйце, което може да достигне дължина 12 cm, ширина 8 cm и тегло до 450 g.

Незапознатият с физиологията на киви може да очаква яйцето на птицата да бъде сходно по размер с кокошото яйце. В действителност то е шест пъти по-голямо от теоретично нормалните за анатомията на птица размери и почти се доближава до яйцето на изчезналата птица моа. Теглото му съставлява ¼ от това на възрастното киви. Съпоставимо с размера на тялото, това е най-голямото яйце в птичия клас. То има и най-голям процент жълтък – 65% от обема на яйцето, в сравнение с този на останалите птици, който обикновено заема 35 – 40%.
Понякога след полагане на първото яйце може да се развие и второ, което женската снася след около 25 дни. Макар и рядко е възможно снасянето и на трето яйце, особено ако едно от първите две бъде загубено. Най-плодовито е северното кафяво киви, което често отглежда до три люпила годишно. Общият брой на снесените яйца в репродуктивна възраст достигат 100.

### Отглеждане на потомство
При малко петнисто киви и северно кафяво киви мътенето на яйцето е задача на мъжкия. Той напуска гнездото за 2 – 3 часа, колкото да се нахрани. През този период женската живее отделно, в друга дупка в близост. При голямото петнисто киви, рови и кафявото киви от Хааст с мътенето се заемат двамата родители. При киви от остров Стюарт членовете на семейната група съвместно мътят яйцата си.
Инкубацията на яйцето при киви трае средно 75 дни, което е два пъти по-дълго от нормалното за една птица и съответства на бременността при сходни по размер бозайници. Дългото развитие на зародиша се дължи на голямата яйцеклетка и на ниската телесна температура на мътещата птица.
За малкото пиленце излюпването е изтощителен процес. Отначало пробива неголяма дупчица в кората на яйцето и поема първа глътка въздух. След това усилие то заспива и може да прекара в сън следващите 12 – 48 часа. Минават 2 – 3 дни преди с помощта на своите крачета и клюн да се измъкне от черупката. В този момент се вижда предимството на голямото яйце – пиленцето е напълно развито и е умалено копие на своите родители. Очите му са отворени, а клюнът е розов и мек. Покрито е с пера подобно на възрастните, а не с пух, както примерно пиленцето на кокошката. През първите три дни малкото не може да стои изправено. Родителите не са ангажирани с изхранването му, но въпреки това пиленцето не гладува. В продължение на седмица използва запасите от жълтък. Това решение е отново уникално за птичия свят – малкото киви се излюпва с допълнителна жълтъчна торбичка, която в продължение на 10 дни постепенно се абсорбира от организма.
Киви се изправя на третия ден, след като жълтъчната торбичка намалее и позволи на малкото да стои изправено. На около петия ден, щом укрепне достатъчно пиленцето напуска гнездото. Първоначално не се отдалечава много от дупката. То поглъща малки камъчета и клонки, които ще подпомогнат дейността на воденичката при смилането на храната. Клюнът му все още не е достатъчно укрепнал така, че да копае в земята. Малкото става самостоятелно след 20 дни, но остава на територията за гнездене с месеци, дори години. След шестата седмица преминава от дневен към нощен начин на живот. Малките киви са практически беззащитни – до 90% умират в първите шест месеца, като 70% от тях стават жертва на хищници (като кучета, котки и невестулки). Само около 5% оцеляват до зряла възраст.
Младите птици растат бавно. Необходими са между 4 – 5 години, за да достигнат размера на зрялото киви. Възрастта, на която напускат дома си, зависи от вида. Северното кафяво киви остава територията на родителите си от четири до шест седмици след излюпването. Малкото петнисто киви въобще не я напуска, а киви от остров Стюарт може да се задържи от четири до пет години.
В плен мъжкият може да достигне полова зрялост на 18 месеца, а женската може да снесе първите си яйца между втората и третата си година. В дивата природа киви обикновено не се размножават толкова млади. Свободната женска снася първите си яйца на 3 – 5 годишна възраст.

## Генетика

### Разред
Съгласно общоприетата таксономична класификация на киви, родът се причислява към разред Щраусоподобни (Struthioniformes). Същевременно в други източници рода Киви (Apteryx) е причислен към самостоятелно обособен разред Кивоподобни (Apterygiformes).

### Видове
Първоначално родът киви (Apteryx) се разделя на три основни вида – кафяво киви (A. australis), голямо петнисто киви (A. haastii) и малко петнисто киви (A. owenii). Получените през последните години при изследване на ДНК данни обаче налагат извода, че родът трябва да се разграничи в пет отделни вида, а именно:
- Вид Apteryx australis (Shaw, 1813)[68] – Кафяво киви;[8]

- Вид Apteryx haastii (Potts, 1872)[69] – Голямо петнисто киви;[70]

- Вид Apteryx owenii (Gould, 1847)[71] – Малко петнисто киви;[72]

- Вид Apteryx rowi (Tennyson et al., 2003)[73] – Рови;[74]

- Вид Apteryx mantelli (Bartlett, 1852)[75] – Северно кафяво киви.

Кафявото киви (Apteryx australis) включва два отделни подвида: киви от Хааст и киви от остров Стюарт. Кивито от Хааст (A. a. australis) е идентифицирано като отделен таксон през 1993 г.
- - Подвид Apteryx australis australis (Shaw, 1813)[78] – киви от Хааст;[79]
  - Подвид Apteryx australis lowryi (Rothschild, 1893)[80] – киви от остров Стюарт;

До 2006 г. се приема, че популацията населяваща географския район Фиордланд е същата като тази на остров Стюарт (A. a. lowryi). Изследване на ДНК обаче доказва, че това са две генетично различими групи, като първата от своя страна се разделя на две отделни форми: киви от северен Фиордланд (northern Fiordland), киви от Южен Фиордланд (southern Fiordland), смесващи се на територията на езерото Манапоури.
- -     - Northern Fiordland – киви от северен Фиордланд;
    - Southern Fiordland – киви от Южен Фиордланд.

Идентифицирани са и четири генетично различни форми на северното кафяво киви (Apteryx mantelli), обособени в зависимост от географската област, които обитават:
- Northland – киви от Нортланд;
- Coromandel – киви от Коромандел;
- Western – западно киви;
- Eastern – източно киви.

Според някои източници, видът на малкото петнисто киви (Apteryx owenii) следва да се раздели на два подвида. Към първия – Apteryx owenii owenii, следва да се отнесе съществуващото малко петнисто киви, а към втория – Apteryx owenii iredalei (Mathews, 1935) се отнася изчезналото в края на 19 век от Северния остров киви, наричано от местните (на английски: Northern Little Spotted Kiwi (в превод на български: Северно малко петнисто киви).
|  |  |           |           |           |           |            |            |                  |                  |                  |                  |                  |                  |         |         |         |         |         |         |  |  |              |              |              |              |              |              |  |  |  |  |                 |                 |                 |                 | Предци на киви    |                   |                   |                   |                    |                    |                    |                    |                    |                    |                    |                    |                    |                    |                 |                 |                 |                 |                 |                 |  |  |  |  |              |              |              |              |                |                |                |                |                |                |                |                |                |                |                |                |  |  |  |  |  |  |  |  |  |  |  |  |  |  |  |  |  |  |  |  |  |  |  |  |  |  |
|  |  |           |           |           |           |            |            |                  |                  |                  |                  |                  |                  |         |         |         |         |         |         |  |  |              |              |              |              |              |              |  |  |  |  |                 |                 |                 |                 |                   |                   |                   |                   |                    |                    |                    |                    |                    |                    |                    |                    |                    |                    |                 |                 |                 |                 |                 |                 |  |  |  |  |              |              |              |              |                |                |                |                |                |                |                |                |                |                |                |                |  |  |  |  |  |  |  |  |  |  |  |  |  |  |  |  |  |  |  |  |  |  |  |  |  |  |
|  |  |           |           |           |           |            |            |                  |                  |                  |                  |                  |                  |         |         |         |         |         |         |  |  |              |              |              |              |              |              |  |  |  |  |                 |                 |                 |                 |                   |                   |                   |                   |                    |                    |                    |                    |                    |                    |                    |                    |                    |                    |                 |                 |                 |                 |                 |                 |  |  |  |  |              |              |              |              |                |                |                |                |                |                |                |                |                |                |                |                |  |  |  |  |  |  |  |  |  |  |  |  |  |  |  |  |  |  |  |  |  |  |  |  |  |  |
|  |  |           |           |           |           |            |            |                  |                  |                  |                  |                  |                  |         |         |         |         |         |         |  |  |              |              |              |              |              |              |  |  |  |  |                 |                 |                 |                 |                   |                   |                   |                   |                    |                    |                    |                    |                    |                    |                    |                    |                    |                    |                 |                 |                 |                 |                 |                 |  |  |  |  |              |              |              |              |                |                |                |                |                |                |                |                |                |                |                |                |  |  |  |  |  |  |  |  |  |  |  |  |  |  |  |  |  |  |  |  |  |  |  |  |  |  |
|  |  |           |           |           |           |            |            | Apteryx mantelli | Apteryx mantelli | Apteryx mantelli | Apteryx mantelli | Apteryx mantelli | Apteryx mantelli |         |         |         |         |         |         |  |  | Apteryx rowi | Apteryx rowi | Apteryx rowi | Apteryx rowi | Apteryx rowi | Apteryx rowi |  |  |  |  |                 |                 |                 |                 | Apteryx australis | Apteryx australis | Apteryx australis | Apteryx australis | Apteryx australis  | Apteryx australis  |                    |                    |                    |                    |                    |                    |                    |                    | Apteryx haastii | Apteryx haastii | Apteryx haastii | Apteryx haastii | Apteryx haastii | Apteryx haastii |  |  |  |  |              |              |              |              | Apteryx owenii | Apteryx owenii | Apteryx owenii | Apteryx owenii | Apteryx owenii | Apteryx owenii |                |                |                |                |                |                |  |  |  |  |  |  |  |  |  |  |  |  |  |  |  |  |  |  |  |  |  |  |  |  |  |  |
|  |  |           |           |           |           |            |            | Apteryx mantelli | Apteryx mantelli | Apteryx mantelli | Apteryx mantelli | Apteryx mantelli | Apteryx mantelli |         |         |         |         |         |         |  |  | Apteryx rowi | Apteryx rowi | Apteryx rowi | Apteryx rowi | Apteryx rowi | Apteryx rowi |  |  |  |  |                 |                 |                 |                 | Apteryx australis | Apteryx australis | Apteryx australis | Apteryx australis | Apteryx australis  | Apteryx australis  |                    |                    |                    |                    |                    |                    |                    |                    | Apteryx haastii | Apteryx haastii | Apteryx haastii | Apteryx haastii | Apteryx haastii | Apteryx haastii |  |  |  |  |              |              |              |              | Apteryx owenii | Apteryx owenii | Apteryx owenii | Apteryx owenii | Apteryx owenii | Apteryx owenii |                |                |                |                |                |                |  |  |  |  |  |  |  |  |  |  |  |  |  |  |  |  |  |  |  |  |  |  |  |  |  |  |
|  |  |           |           |           |           |            |            |                  |                  |                  |                  |                  |                  |         |         |         |         |         |         |  |  |              |              |              |              |              |              |  |  |  |  |                 |                 |                 |                 |                   |                   |                   |                   |                    |                    |                    |                    |                    |                    |                    |                    |                    |                    |                 |                 |                 |                 |                 |                 |  |  |  |  |              |              |              |              |                |                |                |                |                |                |                |                |                |                |                |                |  |  |  |  |  |  |  |  |  |  |  |  |  |  |  |  |  |  |  |  |  |  |  |  |  |  |
|  |  | Northland | Northland | Northland | Northland | Northland  | Northland  |                  |                  | Eastern          | Eastern          | Eastern          | Eastern          | Eastern | Eastern |         |         |         |         |  |  |              |              |              |              |              |              |  |  |  |  | A. a. australis | A. a. australis | A. a. australis | A. a. australis | A. a. australis   | A. a. australis   |                   |                   | Northern Fiordland | Northern Fiordland | Northern Fiordland | Northern Fiordland | Northern Fiordland | Northern Fiordland |                    |                    |                    |                    |                 |                 |                 |                 |                 |                 |  |  |  |  | A. o. owenii | A. o. owenii | A. o. owenii | A. o. owenii | A. o. owenii   | A. o. owenii   |                |                |                |                | A. o. iredalei | A. o. iredalei | A. o. iredalei | A. o. iredalei | A. o. iredalei | A. o. iredalei |  |  |  |  |  |  |  |  |  |  |  |  |  |  |  |  |  |  |  |  |  |  |  |  |  |  |
|  |  | Northland | Northland | Northland | Northland | Northland  | Northland  |                  |                  | Eastern          | Eastern          | Eastern          | Eastern          | Eastern | Eastern |         |         |         |         |  |  |              |              |              |              |              |              |  |  |  |  | A. a. australis | A. a. australis | A. a. australis | A. a. australis | A. a. australis   | A. a. australis   |                   |                   | Northern Fiordland | Northern Fiordland | Northern Fiordland | Northern Fiordland | Northern Fiordland | Northern Fiordland |                    |                    |                    |                    |                 |                 |                 |                 |                 |                 |  |  |  |  | A. o. owenii | A. o. owenii | A. o. owenii | A. o. owenii | A. o. owenii   | A. o. owenii   |                |                |                |                | A. o. iredalei | A. o. iredalei | A. o. iredalei | A. o. iredalei | A. o. iredalei | A. o. iredalei |  |  |  |  |  |  |  |  |  |  |  |  |  |  |  |  |  |  |  |  |  |  |  |  |  |  |
|  |  |           |           |           |           | Coromandel | Coromandel | Coromandel       | Coromandel       | Coromandel       | Coromandel       |                  |                  | Western | Western | Western | Western | Western | Western |  |  |              |              |              |              |              |              |  |  |  |  |                 |                 |                 |                 | A. a. lowryi      | A. a. lowryi      | A. a. lowryi      | A. a. lowryi      | A. a. lowryi       | A. a. lowryi       |                    |                    | Southern Fiordland | Southern Fiordland | Southern Fiordland | Southern Fiordland | Southern Fiordland | Southern Fiordland |                 |                 |                 |                 |                 |                 |  |  |  |  |              |              |              |              |                |                |                |                |                |                |                |                |                |                |                |                |  |  |  |  |  |  |  |  |  |  |  |  |  |  |  |  |  |  |  |  |  |  |  |  |  |  |

### Физически белези и разпространение
Северното кафяво киви (Apteryx mantelli), (на английски: North island brown kiwi), е разпространено в Северния остров на Нова Зеландия. Среща се в тропически и борови гори, пасища и необработваеми земеделски земи. Достигат около 40 cm дължина и тегло около 2,8 kg (2.2 kg при мъжкия). Отличава се с тъмни сиво-кафяви пера с червеникаво-кафяви ивици по дължината им. При някои индивиди се наблюдават бели вибриси при клюна. Женската обикновено снася две (рядко три) яйца, които се мътят от партньора ѝ.
Кафявото киви (Apteryx australis) e считано за най-примитивния вид от рода. Местните го наричат още: (на английски) haast tokoeka, southern brown kiwi, southern tokoeka (в превод на български и транслитерация: хааст токоека, южно кафяво киви, южна токоека). Видът включва четири отделни географски форми, приблизително с размерите на голямото петнисто киви, а именно: киви на Хааст, киви от северен Фиордланд, киви от Южен Фиордланд и киви от остров Стюарт (английски: haast tokoeka, northern Fiordland tokoeka, southern Fiordland tokoeka, Stewart island tokoeka). Първите три се групират под маорското наименование „Tokoeka“ (транслитерация: Токоека).
- Кивито от Хааст (A. a. australis) носи името на планинската област в която живее – Хааст. Половината популация живее в защитени територии. Отличава се с кафяво-сиво оперение с характерен червеникав оттенък, бели на цвят крака, къс, завит надолу клюн и дълги вибриси.[77]
- Разликата между киви от северната и киви от южната област Фиордланд се свежда основно до генетични различия, не толкова до външния вид, въпреки че кивито от Южен Фиордланд е малко по-голямо. Двете групи са се разделили преди повече от един милион години, но все още външно много си приличат.[81]
- Киви от остров Стюарт (A. a. lowryi) живее в южните две трети от остров Стюарт, които към момента са защитени територии. Интересното при този подвид е, че птиците са активни и в тъмните и в светлите часове на деня. Те образуват семейни групи, а не брачни двойки.[91]

Голямото петнисто киви (Apteryx haastii) е разпространено в алпийските и субалпийски планински области на северозападната част на Южния остров. Усилията да бъде развъдено и на други места са били неуспешни. В родината си този вид носи имената roroa и roa на маорски (транслитерация: ророа, роа) и great spotted kiwi на английски (български: голямото петнисто киви). То е най-едрия представител на рода. Женската е с тегло между 3,5 до 4 kg, височина 50 cm и дължина между 110 – 120 mm, мъжкият достига 2,5 до 3 kg, 45 cm височина и между 95 до 105 mm дължина. Има сиво-кафяво петнисто оперение. Размножаването се свежда до снасяне само на едно яйце годишно. Като пример за сравнение северното кафяво киви (Apteryx mantelli) може да снесе до шест яйца през годината. В мътенето участват и двамата родители.
Рови (Apteryx rowi) е разграничен в отделен вид през 2003 г. По размер наподобява северното кафяво киви (Apteryx mantelli), но се отличава с меко сиво оперение, премесено с бели пера по лицето. Това е най-редкия вид киви. Единствената дива популация се намира в горите на Окарито, на западното крайбрежие на Южния остров, където 11 хил. хектара са обявени за защитена територия. В научния свят се е наложило маорското име на този вид киви – Rowi (транслитерация: рови), наред с имената на английски: Okarito brown kiwi, Okarito kiwi (български: кафяво киви от Окарито, киви от Окарито).
Малкото петнисто киви (Apteryx owenii) е най-малкият представител на рода. То има пъстро, светлосиво оперение, височина от 25 cm и тегло 1,3 kg. Женската снася едно яйце, което се мъти от мъжкия. Среща се главно в защитени територии на малките островчета около бреговете на Нова Зеландия. Популацията на Северния остров, за която се предполага, че е била отделен подвид, е била унищожена в края на 1800 г., а на Южния – около 1980 г.
| Научно наименование         | Общо наименование     | Местообитание                                 | Преброяване 1996 г. | Преброяване 2006 г. |
| --------------------------- | --------------------- | --------------------------------------------- | ------------------- | ------------------- |
| Apteryx mantelli            | Северно кафяво киви   | Северен остров                                | 35 000              | 25 000              |
| Apteryx haastii             | Голямо петнисто киви  | северна част на Южния остров                  | 22 000              | 17 000              |
| Apteryx rowi                | Рови                  | област Окарито, Южен остров                   | 150                 | 250                 |
| Apteryx australis           | Кафяво киви (Токоека) | област Фиордланд, Южен остров и остров Стюарт | 27 000              | 34 500              |
| Apteryx australis australis | Киви от Хааст         | област Хааст, Южен остров                     | 225                 | 300                 |
| Apteryx owenii              | Малко петнисто киви   | острови Капити, Хен, Лонг и Ред Меркюри др.   | 1100                | 1500                |
| Общ брой                    | Киви (Apteryx ssp.)   | Нова Зеландия                                 | 85 000              | 79 000              |

| Научно наименование         | Общо наименование         | Местообитание                         | Преброяване 2008 г. | Прогноза за 2018 г. |
| --------------------------- | ------------------------- | ------------------------------------- | ------------------- | ------------------- |
| Apteryx australis australis | Киви от Хааст             | област Хааст, Южен остров             | 300                 | 600                 |
| Apteryx australis lowryi    | Киви от остров Стюарт     | остров Стюарт                         | 4500                | 3500                |
| Northern Fiordland          | Киви от северен Фиордланд | северна област Фиордланд, Южен остров | 15 000              | 12 000              |
| Southern Fiordland          | Киви от Южен Фиордланд    | южна област Фиордланд, Южен остров    | 4500                | 3500                |

## Киви и хората

### Киви и Маори
Сред маорите битува вярването, че киви се намира под закрилата на Тане Махута, бога на гората. В миналото птицата заемала важна роля в културата и традициите им. Те използвали перата ѝ при направата на церемониалните си наметала kahu-kiwi , консумирали месото и яйцата ѝ. Днес птицата не е обект на лов, а на защита. Маори активно участват в опазването и възстановяването на популацията. Те все още събират нейните пера, но само от умрели от естествена смърт птици.

### Откриване и документиране
Първият европеец изследвал киви е британският зоолог Джордж Шоу. През 1812 г. той проучил кожа на киви от капитан Андрю Баркли на борда на кораба Провидънс. Шоу класифицира рода Apteryx през 1813 г., а публикацията му предизвиква сензация. През 1851 г. за първи път киви е включено в експозицията на Лондонския зоопарк.

### Опазване и съхраняване на вида
Определяне нивото на заплаха за всички 11 таксона киви
|  | \| \| Голямо петнисто киви (Apteryx haastii) – Постепенен спад \| \| \| \| \| \| Малко петнисто киви (Apteryx owenii) – Заплахата е ограничена \| \| \| \| |
|  | |
|  | Голямо петнисто киви (Apteryx haastii) – Постепенен спад                                                                                                   |
|  | |
|  | Малко петнисто киви (Apteryx owenii) – Заплахата е ограничена                                                                                              |
|  | |

|  | Голямо петнисто киви (Apteryx haastii) – Постепенен спад      |
|  |                                                               |
|  | Малко петнисто киви (Apteryx owenii) – Заплахата е ограничена |
|  |                                                               |

|  | Рови (Apteryx rowi) – Критично състояние |
|  |                                          |

|  | Северно кафяво киви (Apteryx mantelli) |
|  | |
|  | \| \| киви от Нортланд (Northland) – Сериозен спад \| \| \| \| \| \| киви от Коромандел (Coromandel) – Сериозен спад \| \| \| \| \| \| западно киви(Western) – Сериозен спад \| \| \| \| \| \| източно киви (Eastern) – Сериозен спад \| \| \| \| |
|  | |
|  | киви от Нортланд (Northland) – Сериозен спад |
|  | |
|  | киви от Коромандел (Coromandel) – Сериозен спад |
|  | |
|  | западно киви(Western) – Сериозен спад |
|  | |
|  | източно киви (Eastern) – Сериозен спад |
|  | |

|  | киви от Нортланд (Northland) – Сериозен спад    |
|  |                                                 |
|  | киви от Коромандел (Coromandel) – Сериозен спад |
|  |                                                 |
|  | западно киви(Western) – Сериозен спад           |
|  |                                                 |
|  | източно киви (Eastern) – Сериозен спад          |
|  |                                                 |

|  | Кафяво киви (Apteryx australis) |
|  | |
|  | \| \| киви от Хааст (Apteryx australis australis) – Критично състояние \| \| \| \| \| \| киви от остров Стюарт (Apteryx australis lowryi) – Постепенен спад \| \| \| \| \| \| киви от северен Фиордланд (Northern Fiordland) – Постепенен спад \| \| \| \| \| \| киви от Южен Фиордланд (Southern Fiordland) – Постепенен спад \| \| \| \| |
|  | |
|  | киви от Хааст (Apteryx australis australis) – Критично състояние |
|  | |
|  | киви от остров Стюарт (Apteryx australis lowryi) – Постепенен спад |
|  | |
|  | киви от северен Фиордланд (Northern Fiordland) – Постепенен спад |
|  | |
|  | киви от Южен Фиордланд (Southern Fiordland) – Постепенен спад |
|  | |

|  | киви от Хааст (Apteryx australis australis) – Критично състояние   |
|  |                                                                    |
|  | киви от остров Стюарт (Apteryx australis lowryi) – Постепенен спад |
|  |                                                                    |
|  | киви от северен Фиордланд (Northern Fiordland) – Постепенен спад   |
|  |                                                                    |
|  | киви от Южен Фиордланд (Southern Fiordland) – Постепенен спад      |
|  |                                                                    |

Преди появата на човека киви няма естествени врагове. Въпреки че маорите високо ценят перата на киви, броят на убитите от тях птици е незначителен. През втората половина на 20 век хиляди киви са изловени от европейците и поемат към зоологически градини, музеи и частни колекции. Огромна вреда на популацията нанасят и внесените животни, като напр. посуми, кучета, котки, хермелини, невестулки, таралежи, прасета и др. Немалко киви са убити по пътищата от автомобили, вреда оказват и променящата се околна среда и загубените местообитания. За кратък период от време броят на киви намалява драстично. Предполага се, че преди пристигането на хората на Нова Зеландия е имало около 70 млн. киви, докато през 1900 г. са останали около 11 млн. През 1997 г., броят на киви е изчислен на 78 хил. Същият спада на 70 хил. през 2008 г., а към 2009 г. на островите се останали между 50 – 60 хил. Всички представители на рода са вписани в Червения списък на световнозастрашените видове като уязвими и застрашени от изчезване.
Киви получават статут на застрашен вид през 1896 г. През 1991 г. Департаментът за опазване на Нова Зеландия (Department of Conservation (DOC) ) стартира оздравителна програма за научни изследвания и защита над този уникален род безкрили птици. 1994 г. дава началото на една изключително успешна операция – „Operation Nest Egg“, чиято дейност включва: залагане в инкубатор на взети от природата яйца, отглеждане на малките пиленца до достигане на определено тегло и връщане на вече самостоятелните киви в прилежащите им местообитания.
През 2000 г. в Нова Зеландия са създадени пет защитени територии – три в Северния остров и две в Южния. Те включват голяма част от застрашените популации на северното кафяво киви, рови и киви от Хааст. Предназначението им е да осигурят спокойна среда, в която необезпокоявани от хищни и домашни животни киви да живеят и да отглеждат своето потомство.
Защитените територии на Северния остров са убежище на три от генетично различните форми на северното кафяво киви, а именно:
- „Whangarei Kiwi Sanctuary“ – Защитената област е смесица от отделни горски зони с размер от 40 ha до повече от 700 ha. Заедно те обхващат територия от 10000 ha в която живее кивито от Нортланд.[108]
- „Moehau Kiwi Sanctuary“ – Тя обхваща 18 556 ha от северната част на п-в Коромандел и е дом на киви от Коромандел.[109]
- „Tongariro Kiwi Sanctuary“ – Територията включва около 20 000 ha гора, в която живее западното киви.

Защитените територии на Южния остров са:
- „Okarito Kiwi Sanctuary“ – Районът обхваща 11 000 ha и има за цел да опази най-застрашения вид киви – рови.[110] През 1996 г. популацията е наброявала само 150 индивида, докато през 2008 г., 8 г. след създаване на защитената територия, тя се е удвоила на 300.
- „Haast Tokoeka Kiwi Sanctuary“ – Убежището обхваща 11 000 ha и включва около 85% от територията населявана от киви от Хааст. Предполага се, че от популацията от 350 индивида, 200 живеят в нея.[111]

### Национален символ
„Киви“ е национален символ на Нова Зеландия. За първи път изображението на птицата се появява в края на 19 век върху новозеландски полкови значки. През 1886 г. то е поставено върху значките на батальона на Южен Кентърбъри, а през 1887 г. върху пушките на доброволците от Хейстингс. В международен план символът става известен през 1906 г., а от 1908 г. краси страниците на много спортни, политически и други издания. Във Фландрия по време на Първата световна война, названието „киви“ става нарицателно за новозеландската армия. Понастоящем „киви“ се наричат всички граждани на Нова Зеландия. Днес птицата ни „гледа“ от пощенски марки, монети и гербове на много градове, клубове, организации и отбори. Световна известност придобиват златните инвестиционни монети с птицата киви издавани от Новозеландския монетен двор, пуснати и на българския пазар.

## Други значения на думата „киви“
През 1906 г. живеещият в Мелбърн шотландски изобретател Уилям Рамзи създава боя за обувки „Киви“, в чест на родината на своята съпруга. Днес боята за обувки „Киви“ е една от най-известните търговски марки в света, включително позната и на българския пазар.
През 1952 г. е осъществен първият износ на плодове киви от Нова Зеландия към Англия, възлизащ на 13 тона под търговското име „Китайско цариградско грозде“ (Chinese gooseberries). Името „киви“ се налага като общоизвестно през 1958 г., когато износителите заменят краткото име на плодовете от „melonette“ на „kiwi“ и така ги изнасят за Калифорния.

## Галерия
- Галерия
- Apteryx australis
- Apteryx mantelli
- Apteryx owenii
- Apteryx australis
- Apteryx haastii
- Apteryx australis
- Apteryx owenii

### Таксономични препратки
- Apteryx в ITIS
- Apteryx в NCBI
- Apteryx в UniProt

### Мултимедия
- Звуци на малко петнисто киви (Apteryx owenii)
- ((en)) Галерия вокали при различните видове киви Архив на оригинала от 2011-08-10 в Wayback Machine.
- ((en)) Видео Съхраняване на Киви – Нова Зеландия
- ((en)) Видео The Science Channel Videos: Mutant Planet: The Kiwi Архив на оригинала от 2011-04-23 в Wayback Machine.

|  | Тази статия е включена в списъка на избраните на 13 юли 2011. Тя е оценена от участниците в проекта като една от най-добрите статии на български език в Уикипедия. |